# مالجورزاتا ستاسياك
مالجورزاتا ستاسياك (بالبولندية: Małgorzata Stasiak) مواليد 5 نوفمبر 1988 في بولندا، هي لاعبة كرة يد بولندية تلعب كظهير أيسر. مثلت منتخب بولندا لكرة اليد للسيدات.

## سجل المنافسة
شاركت في البطولات التالية:
- بطولة العالم لكرة اليد للسيدات 2013
- بطولة العالم لكرة اليد للسيدات 2015

## روابط خارجية
- مالجورزاتا ستاسياك على موقع الاتحاد الأوروبي لكرة اليد (الإنجليزية)